# Isotrias penedana
Isotrias penedana is een vlinder uit de familie bladrollers (Tortricidae). De wetenschappelijke naam is voor het eerst geldig gepubliceerd in 2013 door Pasquale Trematerra.
De soort werd gevonden in Serra da Peneda in het Nationaal park Peneda-Gerês in het noord-westen van Portugal (district Viana do Castelo). 